# Василёк американский
Василёк америка́нский (лат. Centaurea americana) — растение из семейства Астровые, или Сложноцветные (Asteraceae).

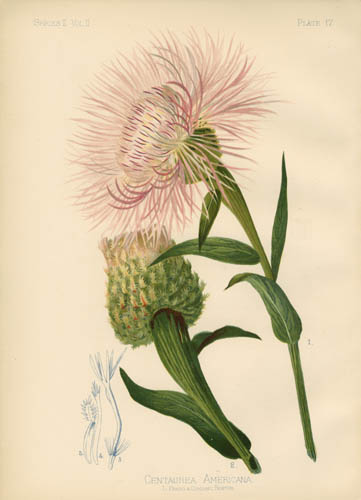
Василёк американский. Ботаническая иллюстрация Алоиса Лунцера из книги «The Native Flowers and Ferns of the United States» (1878—1880).

## Описание
Василёк американский — двулетнее травянистое растение с прямостоячим стеблем, вверху ветвистым, достигает в высоту 100—130 см.
Цветочные корзинки одиночные, крупные, достигают 6—10 см в диаметре, обёртки корзинок яйцевидные с буроватым плёнчатым бахромчатым краем.
Цветки белого, бледно-сиреневого или пурпурного цвета, махровые. 
Цветёт в июле-августе.
Плод — семянка. 
|  |  |